# Estación de Giubiasco
La estación de Giubiasco es la principal estación ferroviaria de la comuna suiza de Giubiasco, en el Cantón del Tesino.

## Historia y situación

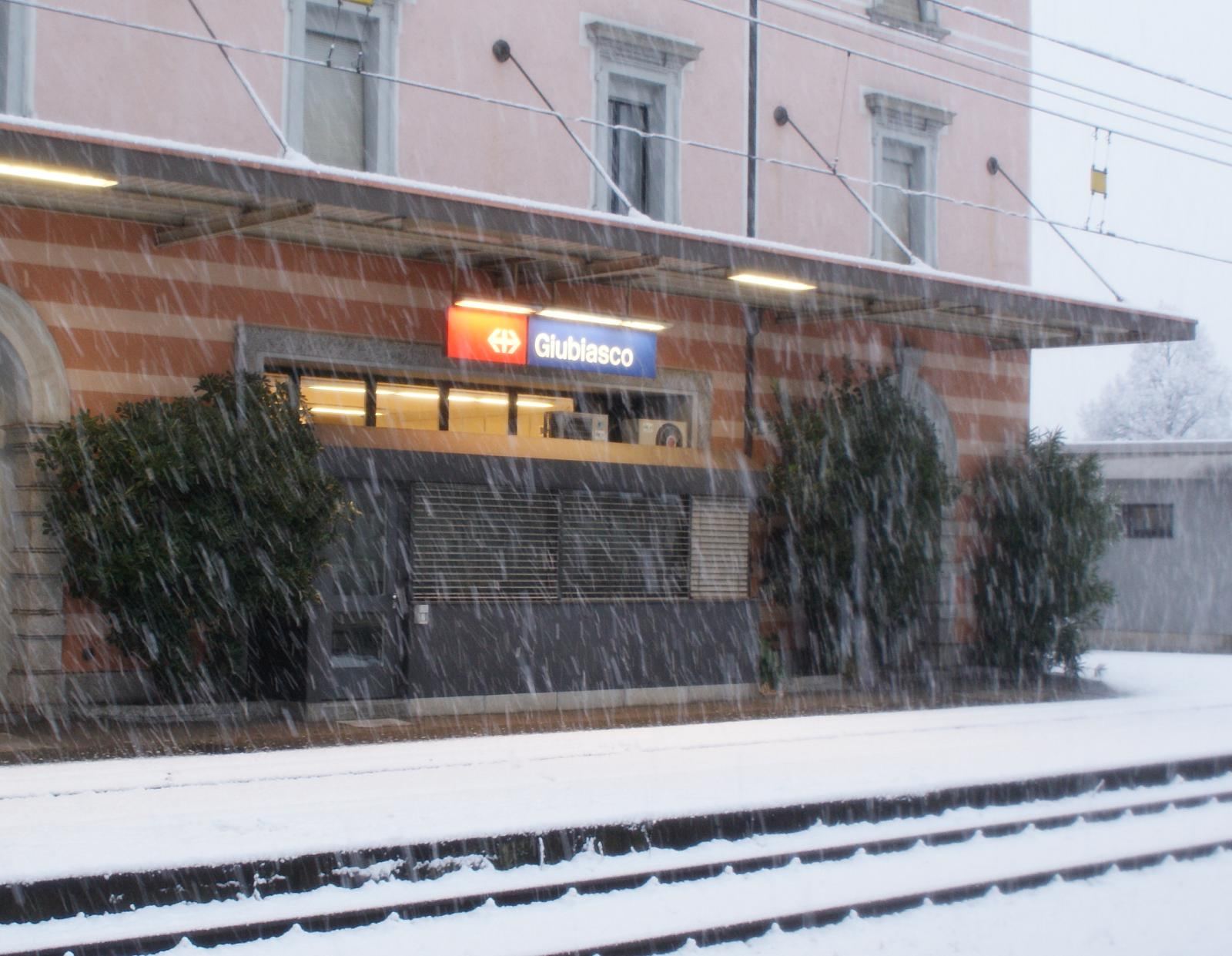
Estación ferroviaria de Giubiasco, Ticino, Suiza

La estación de Giubiasco  fue inaugurada en el año 1874 con la inauguración del tramo Biasca - Bellinzona - Locarno. Este tramo se completaría en 1882 con la puesta en servicio al completo de la línea Immensee - Chiasso, más conocida como la línea del Gotardo, lo que prolongaba el ferrocarril desde Giubiasco hasta Italia.
Se encuentra ubicada en el noroeste del núcleo urbano de Giubiasco. Como servicios al cliente cuenta con despacho de billetes y aparcamiento. Cuenta con tres andenes, dos centrales y otro lateral, a los que acceden cinco vías pasantes. A ellas hay que sumar otra vía pasante además de unas vías muertas para el apartado y estacionamiento de trenes.
En términos ferroviarios, la estación se sitúa en la línea Immensee - Chiasso, y es el punto de inicio de la línea Giubiasco - Locarno. Sus dependencias ferroviarias colaterales son la estación de Bellinzona hacia Immensee, la estación de Sant'Antonino hacia Locarno y la estación de Rivera-Bironico en dirección Chiasso.

## Servicios Ferroviarios
Los servicios ferroviarios de esta estación están prestados por SBB-CFF-FFS y por TiLo:

### Larga distancia
- IR Basilea-SBB - Olten - Lucerna - Arth-Goldau - Schwyz - Brunnen - Flüelen - Erstfeld - Göschenen - Airolo - Faido - Biasca - Bellinzona - Giubiasco - Lugano - Mendrisio - Chiasso
- IR Zúrich - Zug - Arth-Goldau - Schwyz - Brunnen - Flüelen - Erstfeld - Göschenen - Airolo - Faido - Biasca - Bellinzona - Giubiasco - Lugano - Mendrisio - Chiasso

### Regionales
- RE Bellinzona - Chiasso - Milán. Efectúa parada en las principales estaciones del trayecto, y únicamente existe una frecuencia matinal hacia Milán que regresa a Bellinzona por la tarde.

### TiLo
TiLo opera servicios ferroviarios de cercanías, llegando a la estación varias líneas de cercanías que permiten buenas comunicaciones con las principales ciudades del Cantón del Tesino así como la zona norte de Lombardía.
- S 10 (Airolo - Faido -) Biasca - Castione-Arbedo - Bellinzona - Lugano - Mendrisio - Chiasso - Como San Giovanni - Albate-Camerlata
- S 20 Castione-Arbedo - Bellinzona - Cadenazzo - Locarno
- S 30 Bellinzona - Cadenazzo - Luino - Gallarate - Busto Arsizio - Malpensa Aeropuerto